# هلسینکی (فیلم)
هلسینکی (فنلاندی: Rööperi) یک فیلم در ژانر بیوگرافی درام جنایی به کارگردانی آلکسی مکلا است که در سال ۲۰۰۹ منتشر شد. فیلم، داستان فراز و نشیب زندگی عده‌ای از مجرمان حرفه‌ای فنلاند، از سال ۱۹۶۶ تا ۱۹۷۹ را روایت می‌کند.

## بازیگران
- سامولی آدلمن
- پتر فرانتسن
- پیلا ویتالا
- کاری هیه‌تالاهتی
- یوها ویونن
- یاسپر پکونن
- لئنا اوئوتیلا
- پریکو مانولا